# Nephrosperma van-houtteanum
Nephrosperma van-houtteanum är en enhjärtbladig växtart som först beskrevs av Hermann Wendland och Van Houtte, och fick sitt nu gällande namn av Isaac Bayley Balfour. Nephrosperma van-houtteanum ingår i släktet Nephrosperma och familjen Arecaceae. Inga underarter finns listade i Catalogue of Life.